# Вилмот (Арканзас)
Вилмот (енгл. Wilmot) град је у америчкој савезној држави Арканзас.

## Демографија
По попису из 2010. године број становника је 550, што је 236 (-30,0%) становника мање него 2000. године.
| Група             | 2000.       | 2010.       |
| Белци             | 190 (24,2%) | 109 (19,8%) |
| Афроамериканци    | 591 (75,2%) | 422 (76,7%) |
| Азијати           | 0 (0,0%)    | 0 (0,0%)    |
| Хиспаноамериканци | 5 (0,6%)    | 15 (2,7%)   |
| Укупно            | 786         | 550         |